# Catharina Stroppel
Catharina Stroppel (6 de agosto de 1971) é uma matemática alemã. É professora da Universidade de Bonn.
Stroppel estudou matemática e teologia a partir de 1991 na Universidade de Freiburg, onde obteve um doutorado em 2001, orientada por Wolfgang Soergel, com a tese Der Kombinatorikfunktor V: Graduierte Kategorie O, Hauptserien und primitive Ideale. No pós-doutorado esteve na Universidade de Leicester, em 2003/2004 foi professora assistente na Universidade de Aarhus e a partir de 2004 na Universidade de Glasgow, onde foi em 2005 lecturer e em 2007 reader. Em 2007/2008 esteve no Instituto de Estudos Avançados de Princeton. É desde 2008 professora na Universidade de Bonn.
Recebeu o Prêmio Whitehead de 2007. Foi palestrante convidada do Congresso Internacional de Matemáticos em Hyderabad (2010: Schur-Weyl dualities and link homologies). Em 2018 foi eleita membro da Academia Leopoldina.
Para o Congresso Internacional de Matemáticos de 2022 em São Petersburgo está listada como palestrante plenário.